# 김갑수 (배우)
김갑수(1957년 4월 7일 ~ )는 대한민국의 배우이다.

## 학력
- 정윤고등학교 졸업

## 출연작

### 드라마/시트콤
- 1986년 KBS1 서울 아시안게임 특집드라마 《원효대사》 ... 백제 첩자 역
- 1987년 KBS1 석가탄신일 특집드라마 《이차돈》 ... 혜량 역
- 1988년 KBS1 창사기념 특집극 《사로잡힌 영혼》 ... 주지승 역
- 1988년 KBS1 석가탄신일 특집드라마 《바라밀》
- 1989년 KBS1 대하드라마 《역사는 흐른다》 ... 독립투사 장석하 역
- 1991년 KBS1 창사특집 드라마 《둥지를 찾아서》
- 1991년 KBS1 단막드라마 《TV문학관 - 저 깊푸른 강》 ... 태수 역
- 1991년 SBS 개국특집 드라마 《미늘》 ... 서구찬 역
- 1992년 KBS1 대하드라마 《삼국기》 ... 성충 역
- 1992년 KBS2 수목드라마 《적색지대》 ... 태룡 역
- 1992년 KBS2 수목드라마 《비검》 ... 사무라이 역
- 1993년 MBC 특별기획 드라마 《제3공화국》 ... 황태성 역
- 1994년 KBS1 설낱특집 드라마 《이선풍 저승 유람》 ... 이선풍 역
- 1995년 KBS2 대하드라마 《역사의 라이벌》
- 1995년 KBS1 주말 대하드라마 《찬란한 여명》 ... 이동인 역
- 1996년 SBS 6.25 특집극 《구하리의 전쟁》 ... 국군장교 역
- 1998년 KBS1 대하드라마 《왕과 비》 ... 권람 역
- 1999년 SBS 드라마스페셜 《파도위의 집》 ... 문수 역
- 1999년 KBS2 금요 드라마 《부부클리닉 사랑과 전쟁》 … 조정위원 역
- 1999년 KBS2 연말특집드라마 《슬픈 유혹》 ... 서문기 역
- 2000년 KBS1 대하드라마 《태조 왕건》 ... 종간 역
- 2001년 KBS2 주말연속극 《동양극장》 ... 최독견 역
- 2001년 KBS2 수요 특별기획 드라마 《203 특별수사대》 ... 강영준 반장 역
- 2001년 MBC 단막극 《MBC 베스트극장 - 남자 이야기》
- 2001년 KBS1 TV소설 《새엄마》 ... 허동택 역
- 2002년 KBS2 단막극 《드라마시티 - 아름다운 청춘》 ... 박 선생 역
- 2002년 KBS2 월화드라마 《햇빛 사냥》
- 2002년 SBS 드라마스페셜 《순수의 시대》 ... 태석 부 역
- 2003년 KBS1 단막극 《TV문학관 - 누구에게나 마음속의 강물은 흐른다》 ... 국장 역
- 2003년 KBS2 단막극 《드라마시티 - 순결한 그녀》 ... 명진환 역
- 2003년 MBC 주말연속극 《회전목마》 ... 은교·진교의 아버지 역
- 2003년 KBS1 대하드라마 《무인시대》 ... 최충헌 역
- 2003년 SBS 단막극 《오픈드라마 남과 여 - 우물》 ... 순택 역
- 2004년 MBC 단막극 《MBC 베스트극장 - 나비》 ... 재욱 역
- 2004년 MBC 특별기획드라마 《영웅시대》 ... 천사국 역
- 2004년 KBS2 HD 특별기획 드라마 《해신》 ... 이도형 역
- 2004년 SBS 광복60년 대하드라마 《토지》 ... 조준구 역
- 2004년 KBS2 단막극 《드라마시티 - 잔혹동화》 ... 준호 부 역
- 2004년 KBS2 단막극 《드라마시티 - 제주도 푸른 밤》 ... 노숙자 역
- 2005년 KBS2 단막극 《드라마시티 - 오늘 밤 집에 가지마》 ... 조 사장 역
- 2005년 KBS2 HD 수목 드라마 《부활》 ... 이태준 역
- 2005년 KBS2 단막극 《TV문학관 - 누구에게나 마음 속의 강물은 흐른다》 ... 경재 역
- 2005년 KBS1 TV소설 《고향역》 ... 채달평 역
- 2005년 MBC 일일연속극 《맨발의 청춘》 ... 엄정환 역
- 2006년 SBS 월화드라마 《연애시대》 ... 유기영 역
- 2006년 KBS2 단막극 《드라마시티 - 이별보다 아름다운 사랑》 ... 석준 역
- 2006년 MBC 월화드라마 《늑대》 ... 배두일 역
- 2006년 SBS 대하사극 《연개소문》 ... 수 양제 역
- 2007년 KBS2 월화 드라마 《꽃 피는 봄이 오면》 ... 이덕수 역
- 2007년 MBC 아침 드라마 《내 곁에 있어》 ... 서준석 역
- 2007년 MBC 2부작 특집극 《그라운드 제로》 ... 김천수 역
- 2007년 MBC 수목드라마 《개와 늑대의 시간》 ... 정학수 역
- 2007년 SBS 특별기획 《칼잡이 오수정》 ... 오병직 역
- 2007년 KBS2 아침 드라마 《착한여자 백일홍》 ... 서준만 역
- 2007년 KBS2 단막극 《드라마시티 - GOD》 ... 민정식 역
- 2008년 MBC 월화드라마 《밤이면 밤마다》 ... 허태수 역
- 2008년 KBS1 → KBS2 대하드라마 《대왕 세종》 ... 황희 역
- 2008년 OCN 주말 미니시리즈 《과거를 묻지 마세요》 ... 곽상현 역
- 2008년 SBS 월화 드라마 《타짜》 ... 아귀 역
- 2008년 KBS2 월화 드라마 《그들이 사는 세상》 ... 김민철 역
- 2009년 KBS2 HD 수목 드라마 《파트너》 ... 권희수 역 (특별출연)
- 2009년 MBC 납량특집 수목 미니시리즈 《혼》 ... 백도식 역
- 2009년 KBS2 납량기획드라마 《전설의 고향》 〈죽도의 한〉 ... 정여립 역
- 2009년 KBS2 수목드라마 《아이리스》 ... 유정훈 역
- 2010년 KBS2 HD 특별기획 드라마 《추노》 ... 인조 역
- 2010년 SBS 월화 특별기획 대하드라마 《제중원》 ... 유희서 역
- 2010년 KBS1 특별기획 역사드라마 《거상 김만덕》 ... 강계만 역
- 2010년 KBS2 HD 수목 드라마 《신데렐라 언니》 ... 구대성 역
- 2010년 tvN 금요드라마 《조선X파일 기찰비록》 ... 지승 역
- 2010년 KBS2 월화드라마 《성균관 스캔들》 ... 이정무 역
- 2010년 MBC 추석특집 드라마 《주부 김광자의 제3활동》 ... 최병구 역
- 2010년 KBS2 단막극 《KBS 드라마 스페셜 - 오페라가 끝나면》 ... 한정훈 역
- 2010년 MBC 수목드라마 《즐거운 나의 집》 ... 성은필 역 (특별출연)
- 2010년 MBC 저녁 일일시트콤 《몽땅 내 사랑》 ... 김 원장 역
- 2011년 MBC 저녁 일일드라마 《오늘만 같아라》 ... 장춘복 역
- 2012년 KBS2 HD 특별기획 드라마 《전우치》 ... 마숙 역
- 2013년 KBS2 수목드라마 《아이리스 2》 ... 미스터 블랙 (앤서니 최, 유정철) 역
- 2013년 KBS2 주말연속극 《최고다 이순신》 ... 신동혁 역
- 2013년 SBS 특별기획 《출생의 비밀》 ... 최국 역
- 2014년 KBS2 특별기획 드라마 《감격시대: 투신의 탄생》 ... 덴카이 역
- 2014년 tvN 금토드라마 《연애 말고 결혼》 ... 공수환 역
- 2014년 KBS2 수목드라마 《아이언맨》 ... 주장원 역
- 2014년 JTBC 금토드라마 《하녀들》 ... 김치권 역
- 2015년 KBS2 월화드라마 《블러드》 ... 유석주 역
- 2015년 SBS 주말특별기획 《이혼변호사는 연애중》 ... 봉인재 역
- 2015년 SBS 월화드라마 《미세스 캅》 ... 박동일 역
- 2015년 KBS2 주말연속극 《부탁해요, 엄마》 ... 이동출 역
- 2015년 MBC 일요드라마 《퐁당퐁당 Love》 ... 황희 / 단비의 아버지 역
- 2016년 KBS2 월화드라마 《동네변호사 조들호》 ... 신영일 역
- 2016년 JTBC 금토드라마 《마녀보감》 ... 40년 후의 허준 역
- 2016년 tvN 금토드라마 《THE K2》 ... 박관수 역
- 2017년 SBS 월화드라마 《귓속말》 ... 최일환 역
- 2017년 MBC 주말연속극 《밥상 차리는 남자》 ... 이신모 역
- 2018년 tvN 주말 특별기획 드라마 《미스터 션샤인》 ... 황은산 역
- 2018년 KBS2 월화드라마 《땐뽀걸즈》 ... 이규호 선생님 역
- 2019년 SBS 월화 특별기획 드라마 《해치》 ... 숙종 역
- 2019년 JTBC 금토드라마 《보좌관》 ... 송희섭 역
- 2019년 tvN 월화드라마 《60일, 지정생존자》 ... 양진만 역 (특별출연)
- 2019년 JTBC 월화드라마 《보좌관 - 세상을 움직이는 사람들 시즌2》 ... 송희섭 역
- 2020년 tvN 목요드라마 《슬기로운 의사생활》 ... 주종수 역
- 2020년 Netflix 오리지널 드라마 《스위트홈》 ... 안길섭 역
- 2020년 SBS 금토드라마 《날아라 개천용》 ... 김형춘 역
- 2021년 tvN 목요드라마 《슬기로운 의사생활 시즌2》 ... 주종수 역
- 2021년 tvN 주말드라마 《지리산》 ... 강오현 역 (특별출연)
- 2022년 SBS 금토드라마 《오늘의 웹툰》 ... 백어진 역
- 2024년 tvN 토일드라마 《눈물의 여왕》 ... 홍만대 역
- 2024년 tvN 토일드라마 《사랑은 외나무다리에서》 … 윤재호 역

### 영화
- 1994년 《태백산맥》 ... 염상구 역
- 1995년 《금홍아 금홍아》 ... 이상 역
- 1996년 《지독한 사랑》 ... 영민 역
- 1997년 《똑바로 살아라》 ... 김달세 역
- 1997년 《그는 나에게 지타를 아느냐고 물었다》 ... 수 역
- 1999년 《세기말》 ... 최두섭 역
- 2001년 《번지점프를 하다》 ... 조소과 교수 역 (특별 출연)
- 2001년 《이것이 법이다》 ... 박시종 역
- 2002년 《케이티》 ... 김차운 역
- 2002년 《4발가락》 ... 박카스 역
- 2003년 《장화, 홍련》 ... 무현 역
- 2003년 《똥개》 ... 차 반장 역
- 2004년 《그 놈은 멋있었다》 ... 예원 부 역
- 2004년 《돌려차기》 ... 석 교장 역 (특별 출연)
- 2004년 《발레 교습소》 ... 감독 교사 역 (특별 출연)
- 2005년 《잠복근무》 ... 승희 부 차영재 역 (특별 출연)
- 2005년 《태풍》 ... 국정원 간부 역
- 2006년 《공필두》 ... 조 반장 역 (특별 출연)
- 2007년 《특별시 사람들》 ... 아버지 역
- 2010년 《악마를 보았다》 ... 기획2차장 역 (특별 출연)
- 2010년 《아이리스: 더 무비》 ... 유정훈 역
- 2011년 《혈투》 ... 노신 역
- 2011년 《세상에서 가장 아름다운 이별》 ... 정철 역
- 2013년 《공범》 ... 순만 역
- 2013년 《아이리스 2: 더 무비》 ... 미스터 블랙 (유정철, 앤서니 최) 역
- 2014년 《두근두근 내 인생》 ... 대수 아버지 역 (특별 출연)
- 2014년 《학교 가는길》 ... (내레이션)
- 2015년 《오늘의 연애》 ... 준수 부 역
- 2017년 《강철비》 ... 리태한 역
- 2022년 《뜨거운 피》 ... 손 영감 역

### 공연
- 2008년 연극 《선우씨 어디 가세요》
- 2009년 연극 《칼맨》
- 2010년 연극 《앵콜 칼맨》
- 2011년 연극 《아름다운 인연》 ... 홍장군 역
- 2014년 연극 《대역배우》

### 방송·예능
- 1996년 KBS2 《가족오락관》남성팀 게스트(594회)
- 2011년 SBS 《기적의 오디션》 ... 심사위원
- 2011년 XTM 《탑기어 코리아》 ... MC
- 2012년 MBC every1 《가족의 비밀》 ... MC
- 2013년 tvN 《퀴즈쇼 밀리어네어》 ... MC
- 2013년 MBC 《스토리쇼 화수분》 ... MC
- 2017년 TV조선 《시골빵집》
- 2019년 sky Drama 《임자 아일랜드》
- 2021년 ~ 2022년 KBS2 《갓파더 - 新가족관계증명서》
- 2021년 KBS2 《옥탑방의 문제아들》

## 그 외 출연작 및 활동

### 내레이션
- 2010년 MBC 《MBC스페셜 - 모델》
- 2010년 KBS1 《미국 농부 조엘의 혁명》
- 2011년 EBS 《다큐프라임 - 화산》
- 2012년 SBS 《SBS 스페셜 - 무언가족》
- 2015년 ~ 연합뉴스TV 《기업비사 - 그때 그 선택》
- 2018년 SBS 《SBS 스페셜》 522회 : 자영업 공화국의 눈물
- 2021년 EBS 《극한직업》

### CF
- 2010년 한독 훼스탈플러스
- 2010년 오리온 초코파이 정 (정 타임 편)
- 2011년 SK텔레콤 호핀
- 2011년 한국닌텐도 위 (Wii)
- 2012년 NH농협생명·NH농협손해보험
- 2013년 아이패드 에어(나레이션)
- 2015년 공익광고협의회 마을이 쇼핑센터 버스기사
- 2018년 검은강호
- 2019년 파라다이스시티
- 2019년 저축은행중앙회
- 2020년 세라젬 의료기
- 2021년 검은강호2
- 2021년 광동 경옥고
- 2021년 비어케이 칭따오

### 홍보대사
- 2003년 정해복지 명예홍보대사
- 2003년 과천한마당축제 홍보대사
- 2009년 대학로 희망연극 프로젝트 홍보대사
- 2010년 에이블아트센터 홍보대사
- 2010년 제1회 대한민국 장애인음악제 홍보대사
- 2013년 제3회 대한민국 장애인음악제 홍보대사

### 라디오 프로그램
- 2015년 EBS 《EBS 책 읽는 라디오 낭독 시리즈》

### 뮤직비디오
- 2022년 장민호 <정답은 없다> 뮤직비디오 출연[1]

## 수상 경력 및 후보
| 연도 | 시상식                       | 부문                            | 작품                                            | 결과 |
| ---- | ---------------------------- | ------------------------------- | ----------------------------------------------- | ---- |
| 1984 | 오영진연극상                 | 연기상                          | 빈칸                                            | 수상 |
| 1988 | 제13회 영희연극상            | 연기상                          | 빈칸                                            | 수상 |
| 1989 | KBS 연기대상                 | 남자 신인연기상                 | 역사는 흐른다                                   | 후보 |
| 1990 | 제26회 백상예술대상          | TV부문 남자 신인연기상          | 역사는 흐른다                                   | 수상 |
| 1991 | 제15회 서울연극제            | 남자 연기상                     | 빈칸                                            | 수상 |
| 1991 | 제28회 동아연극제            | 남자 연기상                     | 빈칸                                            | 수상 |
| 1994 | 제18회 서울연극제            | 남자 연기상                     | 빈칸                                            | 수상 |
| 1994 | 제5회 이천춘사대상영화제     | 신인남우상                      | 태백산맥                                        | 수상 |
| 1994 | 제15회 청룡영화상            | 남우조연상                      | 태백산맥                                        | 수상 |
| 1995 | 제31회 백상예술대상          | 영화부문 남자 최우수연기상      | 태백산맥                                        | 수상 |
| 1995 | 제33회 대종상                | 남우주연상                      | 태백산맥                                        | 수상 |
| 1996 | KBS 연기대상                 | 남자 우수연기상                 | 찬란한 여명                                     | 후보 |
| 2000 | 제36회 백상예술대상          | TV부문 남자 최우수연기상        | 슬픈 유혹                                       | 후보 |
| 2001 | KBS 연기대상                 | 남자 조연상                     | 태조 왕건                                       | 후보 |
| 2001 | KBS 연기대상                 | 남자 우수연기상                 | 태조 왕건                                       | 수상 |
| 2003 | 일본영화비평가협회           | 아시아친선상                    | 빈칸                                            | 수상 |
| 2003 | 제4회 부산영화평론가협회상   | 남우조연상                      | 똥개                                            | 수상 |
| 2003 | 제24회 청룡영화상            | 남우조연상                      | 똥개                                            | 후보 |
| 2004 | KBS 연기대상                 | 남자 최우수연기상               | 무인시대                                        | 후보 |
| 2005 | KBS 연기대상                 | 남자 최우수연기상               | 해신, 부활                                      | 후보 |
| 2005 | SBS 연기대상                 | 남자 조연상                     | 토지                                            | 수상 |
| 2006 | KBS 연기대상                 | 남자 단막극상                   | 드라마시티 - 이별보다 아름다운 사랑             | 후보 |
| 2006 | SBS 연기대상                 | 남자 최우수연기상               | 연개소문                                        | 수상 |
| 2006 | SBS 연기대상                 | 10대 스타상                     | 연개소문                                        | 수상 |
| 2007 | KBS 연기대상                 | 일일극부문 남자 우수연기상      | 착한여자 백일홍                                 | 후보 |
| 2008 | SBS 연기대상                 | 특별기획부문 남자 조연상        | 타짜                                            | 후보 |
| 2010 | 제4회 Mnet 20's Choice       | 가장 영향력있는 스타 20인       | 빈칸                                            | 수상 |
| 2010 | KBS 연기대상                 | 대상                            | 추노, 신데렐라 언니, 거상 김만덕, 성균관 스캔들 | 후보 |
| 2010 | KBS 연기대상                 | 남자 최우수연기상               | 추노, 신데렐라 언니, 거상 김만덕, 성균관 스캔들 | 수상 |
| 2011 | MBC 방송연예대상             | 코미디·시트콤부문 남자 최우수상 | 몽땅 내 사랑                                    | 수상 |
| 2011 | MBC 연기대상                 | 연속극부문 남자 최우수연기상    | 오늘만 같아라                                   | 후보 |
| 2012 | MBC 연기대상                 | 남자 황금연기상                 | 오늘만 같아라                                   | 후보 |
| 2013 | 제4회 대한민국대중문화예술상 | 국무총리 표창                   | 빈칸                                            | 수상 |
| 2015 | KBS 연기대상                 | 장편드라마부문 남자 우수연기상  | 부탁해요 엄마                                   | 수상 |
| 2016 | KBS 연기대상                 | 남자 조연상                     | 동네변호사 조들호                               | 후보 |
| 2017 | MBC 연기대상                 | 연속극부문 남자 최우수연기상    | 밥상 차리는 남자                                | 후보 |
| 2017 | SBS 연기대상                 | 베스트 캐릭터상                 | 귓속말                                          | 후보 |
| 2021 | KBS 연예대상                 | 리얼리티부문 신인상             | 갓파더 - 新가족관계증명서                       | 후보 |

## 특이사항

### 극중 사망한 역할
김갑수는 극중에 목숨을 잃는 경우가 많은데, 이하는 김갑수가 그 동안 맡은 캐릭터 가운데 극중에서 목숨을 잃은 경우이다.
- 1992년 KBS1 《삼국기》에서는 성충 역으로 나왔으며 의자왕에게 간언을 하다가 옥사하였다.
- 1993년 MBC 《제3공화국》에서는 간첩사건에 연루되어서 사형 당했다.
- 1995년 KBS1 《찬란한 여명》에서는 이동인 역을 맡아 암살당했다.
- 1998년 KBS1 《왕과 비》에서는 권람 역으로 나와 지병으로 죽었다.
- 2001년 KBS1 《태조왕건》에서는 왕건 일파의 반란에 도망가지 않고 황궁 안에서 독약을 마시고 자결했다.
- 2001년 KBS1 《새엄마》에서는 교통사고로 죽었다.
- 2003년 MBC 《회전목마》에서는 억울한 죽음을 당했다.
- 2003년 KBS1 《무인시대》에서는 최충헌 역으로 등장하며, 노화로 인한 지병으로 목숨을 잃었다.
- 2004년 MBC 《영웅시대》에서는 천사국(정몽헌) 역으로 건물에서 뛰어내려 자결했다.
- 2004년 KBS2 《해신》에서는 장보고의 칼에 찔려 죽었다.
- 2005년 KBS2 《부활》에서는 유신혁으로 가장한 형 유강혁(서하은)의 복수로 한강에 투신하였다.
- 2006년 SBS 《연개소문》에서는 수 양제 역으로 등장하며, 호위무장에 의해 교살 당한다.
- 2007년 MBC 《내곁에 있어》에서는 빗속에서 목숨을 잃었다.
- 2008년 SBS 《타짜》에서는 정마담의 총에 목숨을 잃었다.
- 2009년 MBC 《혼》에서는 원혼에 의해 시달리다가 추락사했다.
- 2009년 KBS2 《전설의 고향》에서는 칼에 찔려 절벽에서 떨어져 죽었다.
- 2009년 KBS2 《아이리스》에서는 백산 국장의 총에 맞아 죽었다.
- 2010년 KBS2 《추노》에서는 지병으로 죽었다.
- 2010년 SBS 《제중원》에서는 총을 맞아 죽었다.
- 2010년 KBS1 《거상 김만덕》에서는 독살 당했다.
- 2010년 KBS2 《신데렐라 언니》에서는 충격으로 쓰러져 죽었다.
- 2010년 MBC 《즐거운 나의 집》에서는 (극 시작 3분 만에)몸싸움 도중 머리를 다쳐 죽었다.
- 2012년 KBS2 《전우치》에서는 홍무연이 던진 독검에 찔려 죽었다.
- 2013년 KBS2 《아이리스 2》에서는 백산의 몸에 부착된 폭탄이 터지면서 죽었다.
- 2014년 KBS2 《감격시대》에서는 도야마 아오끼의 손에 쥔 칼에 찔려 죽었다.
- 2015년 JTBC 《하녀들》에서는 목을 매 자살하였다.
- 2015년 KBS2 《블러드》에서는 지병을 치료하기 위해 주인호와 이재욱에게 각각 다른 주사를 맞아 고통스럽게 지내다가 유리타에게 과거의 잘못을 밝히고 병실에서 목을 매 자살하였다.
- 2015년 SBS 《미세스 캅》에서는 강태유에게 엽총에 맞아 응급수술을 받고 회복 중 강태유의 비서인 윤성근이 의사로 위장해 약물을 투여받고 죽었다.
- 2016년 tvN 《The K2》에서는 납치되어 끌려갔다가 목을 매 자살하였다.
- 2019년 tvN 《 60일, 지정생존자》에서는 국회 연설 도중 폭탄이 터져 사망하였다.
- 2024년 tvN 《눈물의 여왕》에서는(12회)  휠체어를 타고 스스로 계단 아래로 굴러 떨어져 사망하였다.